# Wolfgang von Leyden

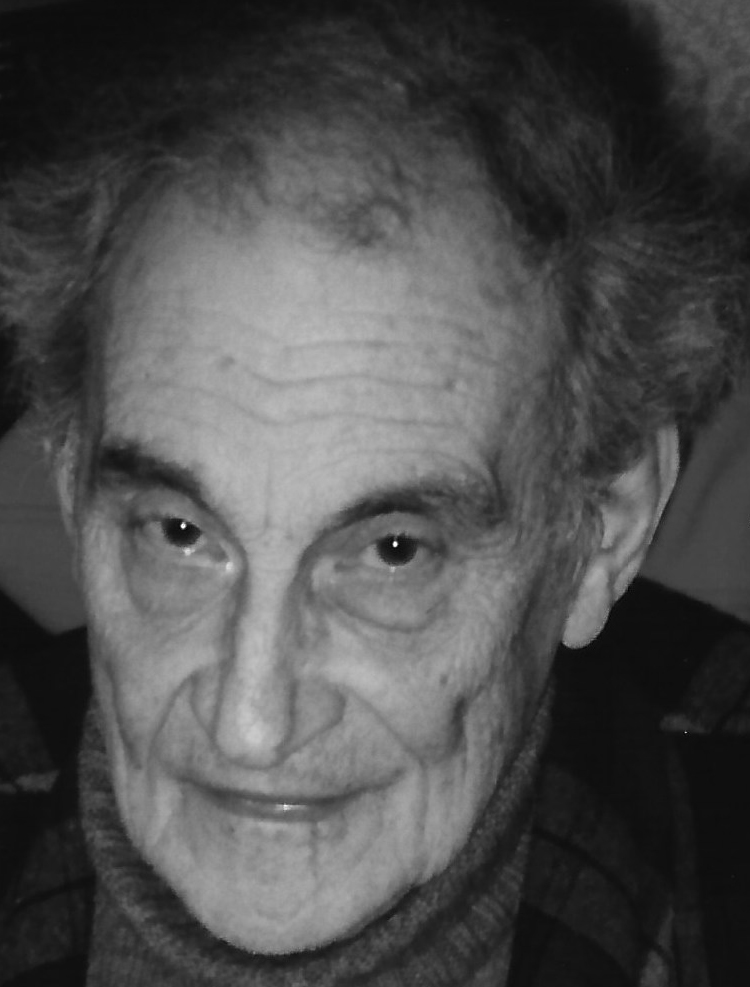
Wolfgang von Leyden

Wolfgang Marius von Leyden (Berlijn, 28 december 1911 - Durham (Engeland), 4 september 2004) was een Duitse politiek filosoof die de brieven van de 17de-eeuwse empirist John Locke redigeerde en zijn handschrift nauwgezet ontcijferde.
Hij werd geboren als op een na jongste van vijf kinderen (vier zonen en een dochter) van Viktor en Luise von Leyden. Viktor was de zoon van de vermaarde arts en wetenschapper Ernst von Leyden, en Senatspräsident (de functie is wel vergeleken met het hoofd van het ministerie van Binnenlandse Zaken) in de toenmalige Weimar Republiek. Wolfgang genoot  een brede  humanistische educatie, en studeerde aan de universiteiten van Berlijn, Göttingen en Florence. In Florence behaalde hij zijn doctoraat en was hij vervolgens wetenschappelijk onderzoeker. In Italië werd hij in 1939 statenloos verklaard, mogelijk vanwege zijn joodse achtergrond, of misschien vanwege persoonsverwisseling met zijn broer, die ervan verdacht werd lid te zijn van de communistische partij in Duitsland. Vlak voor het uitbreken van de Tweede Wereldoorlog wist hij, met hulp van een Engelsman die hij in Florence had ontmoet, naar Engeland te ontkomen, waar hij, als Duitser en inwoner van Italië, meteen werd geïnterneerd, eerst in Warth Mill in Lancashire, en later in een kamp op het eiland Man, zoals de meeste mensen uit de zogeheten Asmogendheden die toen naar Groot-Brittannië kwamen.
Gedurende zijn gehele wetenschappelijke carrière bestudeerde hij de filosofie van de concepten geheugen (Fernández 2006) en  identiteit (McClure, 1996). Van 1946 tot 1977 doceerde hij aan de Universiteit van Durham en na zijn pensionering daar doceerde hij gedurende drie jaar aan de London School of Economics (LSE). Wolfgang's colleges aldaar, onder meer over antieke Griekse filosofie, waren zo populair, en zijn reputatie dusdanig, dat veel van degenen die zijn colleges volgden niet eens voor die discipline waren ingeschreven. Hij overleed in Durham (Engeland) op 4 september 2004, volgens een biografisch artikel vriendelijk en bescheiden tot op het laatst.

## Publicaties
- Werken van Wolfgang von Leyden